# Amstel Curaçao Race 2010
Op 7 november 2010 werd de 9e editie verreden van de Amstel Curaçao Race gereden. De wedstrijd moest normaal een dag eerder hebben plaatsgevonden, maar door hevige regenval werd de wedstrijd verplaatst én 's anderdaags ingekort tot een wedstrijd van één uur. De winnaar werd Fränk Schleck.

## Uitslag (top 10)
| rang | renner              | land       | ploeg               |
| ---- | ------------------- | ---------- | ------------------- |
| 1    | Fränk Schleck       | Luxemburg  | Saxo Bank-Sungard   |
| 2    | Alessandro Petacchi | Italië     | Lampre-Farnese Vini |
| 3    | Niki Terpstra       | Nederland  | Team Milram         |
| 4    | Steven de Jongh     | Nederland  | /                   |
| 5    | Grischa Niermann    | Duitsland  | Rabobank            |
| 6    | Bauke Mollema       | Nederland  | Rabobank            |
| 7    | Koos Moerenhout     | Nederland  | Rabobank            |
| 8    | Guy Smet            | België     | /                   |
| 9    | Danilo Hondo        | Duitsland  | Lampre-Farnese Vini |
| 10   | Jakob Fuglsang      | Denemarken | Saxo Bank-Sungard   |